# Milówka (gromada)
Milówka – dawna gromada, czyli najmniejsza jednostka podziału terytorialnego Polskiej Rzeczypospolitej Ludowej w latach 1954–1972.
Gromady, z gromadzkimi radami narodowymi (GRN) jako organami władzy najniższego stopnia na wsi, funkcjonowały od reformy reorganizującej administrację wiejską przeprowadzonej jesienią 1954 do momentu ich zniesienia z dniem 1 stycznia 1973, tym samym wypierając organizację gminną w latach 1954–1972.
Gromadę Milówka z siedzibą GRN w Milówce utworzono – jako jedną z 8759 gromad na obszarze Polski – w powiecie żywieckim w woj. krakowskim, na mocy uchwały nr 32/IV/54 WRN w Krakowie z dnia 6 października 1954. W skład jednostki weszły obszary dotychczasowych gromad Milówka i Nieledwia (bez przysiółka Kiczora) ze zniesionej gminy Milówka w tymże powiecie. Dla gromady ustalono 27 członków gromadzkiej rady narodowej.
29 marca 1956 do gromady Milówka przyłączono przysiółki Hazukówka, Popręcianka, Pietraszka, Kaczmarze, Madejka, Staronie i Urbanki Tarliczne z gromady Sól.
31 grudnia 1961 do gromady Milówka przyłączono obszar zniesionej gromady Laliki.
Uchwała Nr XIV/79/68 WRN w Krakowie przewidywała na dzień 1 stycznia 1969 wyłączenie z gromady Milówka wsi Laliki i włączenie jej do gromady Sól. Uchwała ta została jednak uchylona.
Gromada przetrwała do końca 1972 roku, czyli do kolejnej reformy gminnej. 1 stycznia 1973 reaktywowano gminę Milówka.